# Luisa Iovane
Die Italienerin Luisa Iovane (* 27. Juni 1960 in Mestre, Venedig) war in den 1970er und 1980er Jahren eine der besten Kletterinnen der Welt. Zusammen mit ihrem Lebensgefährten Heinz Mariacher gelangen ihr zahlreiche Erstbegehungen und Wiederholungen bedeutender alpiner Routen. Später wechselte sie zum Sportklettern, wo ihr unter anderem als erste Frau eine Erstbegehung im französischen Schwierigkeitsgrad 8a gelang. Luisa Iovane belegte 1989 den zweiten Platz im Gesamtweltcup und wurde im Laufe ihrer Karriere insgesamt achtmal italienische Meisterin.

## Karriere
Luisa Iovane begann das Klettern im Alter von 14 Jahren zusammen mit ihrem Vater in San Felicita. Zwei Jahre später begann sie in den Dolomiten zu klettern, in Ermangelung eines Kletterpartners auch häufiger Solo. 1977 lernte sie bei einer gemeinsamen Klettertour am Torre Trieste ihren Lebensgefährten Heinz Mariacher kennen, mit dem sie einige der bedeutendsten alpinen Routen der damaligen Zeit erstbegehen oder wiederholen konnte, so gelang ihnen beispielsweise die zweite Begehung der Route Weg durch den Fisch (VII-/A3) im Jahr 1984.
Inspiriert durch eine Reise ins Yosemite Valley 1979 wandte sie sich zunehmend dem Sportklettern zu. Sie war maßgeblich an der Erschließung neuer Klettergebiete beispielsweise rund um Arco (Italien) beteiligt. Im Nikolaustal (Val San Nicolo) gelang ihr dann mit Come Back als erste Frau die Erstbegehung einer Route im französischen Schwierigkeitsgrad 8a (UIAA IX+/X-). Als in Westeuropa ab 1985 die ersten Kletterwettkämpfe stattfanden, nahm Iovane teil und wurde schnell zur erfolgreichsten Italienerin. 1985 wurde sie Zweite beim Sport Roccia, dem Vorläufer des Rockmasters, zwei Jahre später erreichte sie beim Rockmaster selbst noch einmal diese Platzierung. Ihre größten Wettkampferfolge erreichte sie 1989 mit einem Weltcupsieg in Russland und einem zweiten Platz in der Gesamtwertung.
Luisa Iovane hat erfolgreich Geologie studiert und lebt zusammen mit ihrem Lebensgefährten Heinz Mariacher am Karerpass.

## Bedeutendste Erfolge

### Fels

#### Alpin
Erstbegehungen
Alle gemeinsam mit Heinz Mariacher
- Niagra (VI), Pordoispitze, 1978
- Abrakadabra (VII-), Marmolada, 1980
- Moderne Zeiten (VII+), Marmolada, 1982
- Tempi Modernissimi (IX-/IX), Marmolada, 1986

Wiederholungen
- Bellenzier alla Torre d’Alleghe (VII+; dritte Begehung), Civetta, 1977
- Via die Fachiri (VI+; vierte Begehung), Cima Scotoni, 1977
- Mittelpfeiler er (VII+; erste Wiederholung), Heiligkreuzkofel, 1978
- Weg durch den Fisch  (VII/A1; erste Wiederholung), Marmolada, 1984

#### Sportklettern
Erstbegehungen
- Come Back (8a), Val San Nicolo (I), 1986

Wiederholungen
- Nisida (7c), Arco (I), 1984 (?)
- Tom e Jerry (7c), Arco (I), 1985
- Polka des Ringards (7c), Buoux (F), 1985
- El Somaro (8a), Lumignano (I), 1990
- Cesar’s Line (8a), Val San Nicolo (I), 1994
- Vision Thin, (8a bzw. 5.13a/b), Rifle (USA), 1994
- Vitamin H (7c bzw. 5.12c; onsight), Rifle (USA), 1994

### Wettkämpfe
- 2. Platz Sport Roccia, 1985
- 2. Platz Rockmaster, 1987
- 2. Platz UIAA-Masters in Serre Chevalier 1990 & 1994
- Achtmal italienische Meisterin

Weltcups:
- Sieg beim Weltcup in Russland, 1989
- 2. Platz Gesamtwertung 1989
- 2. Platz in Lyon, 1989
- 2. Platz in Madonna di Campiglio, 1990
- 5. Platz Gesamtwertung 1990 & 1991